# RV Corvi
Désignations
RV Corvi (en abrégé RV Crv) est une étoile binaire de la constellation du Corbeau, distante d'environ ∼ 690 a.l. (∼ 212 pc) de la Terre. Il s'agit d'une binaire à éclipses de type Beta Lyrae dont la magnitude apparente varie de 8,6 à 9,16 sur une période de 18 heures. Le système est composé d'une étoile de type F0 et d'une étoile de type G0 ; elles complètent une orbite l'une autour de l'autre en 0,747 jour